# Salix contortiapiculata
Salix contortiapiculata — вид квіткових рослин із родини вербових (Salicaceae).

## Морфологічна характеристика
Це кущ до 4 метрів заввишки. Гілочки темно-пурпурно-червоні, голі. Листкова ніжка 6–14 мм, червоно-коричнево адаксіально запушена; листкова пластинка обернено-яйцювато-довгаста, 50–90 × 22–42 мм, абаксіально (низ) бліда чи дещо сірувата, спочатку ворсинчаста, зрештою гола, адаксіально зелена й гола чи червоно-коричнево запушена вздовж середньої жилки біля основи листа, край цільний чи рідко-зубчастий, верхівка коряво шпиляста. Плодова сережка 50–70 × ≈ 7 мм. Жіноча квітка: зав'язь яйцювато-конічна, гола, сидяча чи майже так.

## Середовище проживання
Південно-Центральний Китай. Населяє гори біля річок; на висотах 1300–1900 метрів.